# Cantó de Saint-André-3
El cantó de Saint-André-3 és un cantó de l'illa de la Reunió, regió d'ultramar francesa de l'oceà Índic. Correspon a una fracció de la comuna de Saint-André.

## Història
| Data d'elecció | Identitat             | Partit |
| -------------- | --------------------- | ------ |
| 2002 -2008     | Jean-Marie Virapoullé | UMP    |
| 2008 -         | Robert Nativel        | PCR    |